# 維塔利·阿巴拉科夫
維塔利·米哈伊洛維奇·阿巴拉科夫（羅馬化：Vitaly Mikhaylovich Abalakov；1906年1月13日—1986年5月26日），蘇聯登山家、登山設備發明家，1934年登上列寧峰，1936年登上汗騰格里峰。他被頒授列寧勳章（1952年）、榮譽徽章勳章（Order of the Badge of Honor），被授予蘇聯榮譽體育大師（1943年）、蘇聯榮譽培訓師（1961年）頭銜。

## 傳記
阿巴拉科夫生於葉尼塞斯克，死於莫斯科。弟弟葉夫根尼·阿巴拉科夫也是著名登山家，在1933年登上史太林峰。
1938年，他和其他登山隊成員被蘇聯內務人民委員部拘捕。他們被指是德國間諜、宣傳西方的攀山技術、抹殺蘇聯攀山家的成就。調查至1940年，大部分攀山隊成員被殺，只有小部分（包括維塔利·阿巴拉科夫）倖存。
1930年代，他發明了登山用的凸輪裝置等登山設備。
- （俄文）Расстрельное время